# Lithophane furcifera
Lithophane furcifera là một loài bướm đêm trong họ Noctuidae.

## Hình ảnh

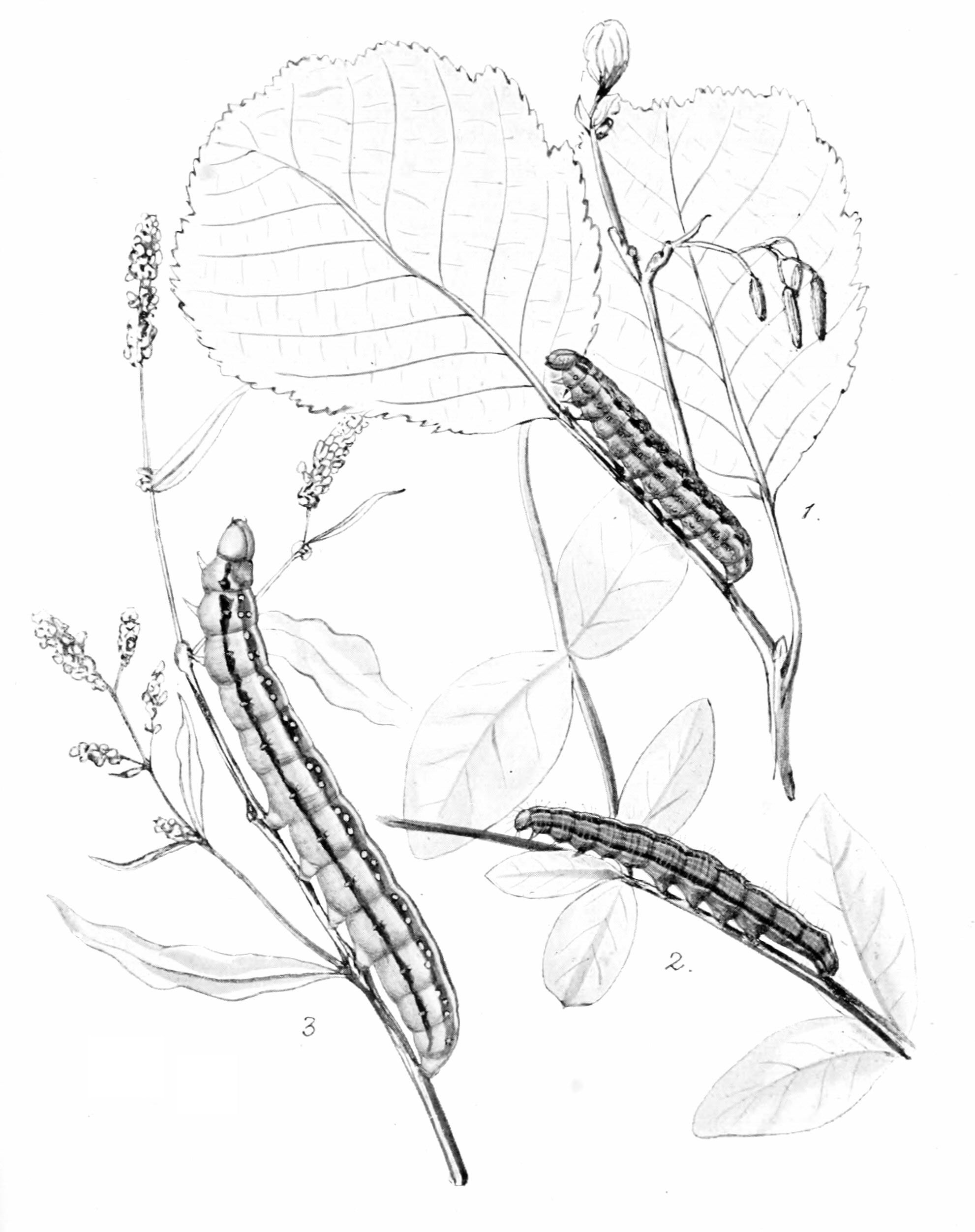
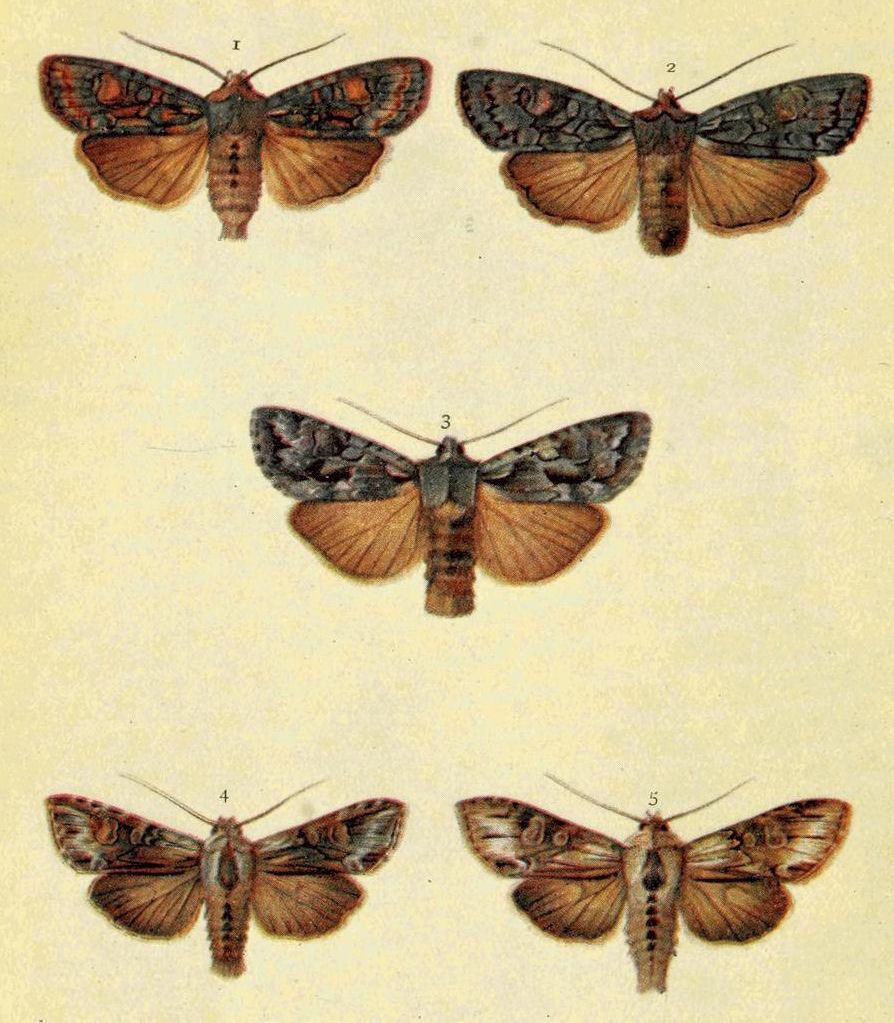